# KissBeeWEST
KissBeeWEST（キスビーウエスト）は、日本の女性アイドルグループ。KissBee International関西支社所属。レーベルはKissBeeWEST Recordsである。KissBeeの関西メンバーを中心に結成され大阪を拠点に活動した。2020年10月に活動を終了。

## 概要
2014年11月に「KissBee」の関西在住メンバーによる派生グループとして活動を開始。
2016年1月からKissBeeとの兼任を解除して独立したグループとして活動を本格化した。
年間100本以上のライブ活動を中心にラジオ、舞台などでも活動。
見た目に反してロックテイストの楽曲も多い。
KANSAI IDOL LEAGUEで優勝し『SUMMER SONIC 2017』に出演した。

## メンバー
活動終了時のメンバー
| 名前                       | 加入期 | 正規昇格   | 生年月日（年齢）       | 出身地   | 備考                       |
| -------------------------- | ------ | ---------- | ---------------------- | -------- | -------------------------- |
| 平山花菜 ひらやま はな     | 3期    | 2015年8月  | 1998年2月14日（27歳）  | 福岡県   | ソロ活動 元KissBeeZERO兼任 |
| 森下ありさ もりした ありさ | 3期    | 2016年3月  | 1998年2月4日（27歳）   | 大阪府   |                            |
| 小山涼香 こやま すずか     | 4期    | 2016年12月 | 2001年7月16日（23歳）  | 大阪府   |                            |
| 山本杏奈 やまもと あんな   | N/A    | 2016年2月  | 2000年7月21日（24歳）  | 千葉県   | 元KissBee                  |
| 石橋茄奈 いしばし なな     | 4.5期  | 2018年5月  | 2000年5月6日（25歳）   | 和歌山県 | ミスiD2020選出             |
| 清水真海 しみず まなみ     | 4.5期  | 2018年5月  | 2001年10月30日（23歳） | 大阪府   |                            |

### 旧メンバー
| 名前                     | 加入期 | 脱退       | 生年月日（年齢）       | 出身地 | 備考                                                                   |
| ------------------------ | ------ | ---------- | ---------------------- | ------ | ---------------------------------------------------------------------- |
| 西岡紬来 にしおか つむぎ | 2期    | 2017年12月 | 2000年7月12日（24歳）  |        |                                                                        |
| 高辻千夏 たかつじ ちなつ | 1期    | 2018年3月  | 2000年8月21日（24歳）  | 大阪府 | 元KissBee兼任                                                          |
| 平衿華 たいら えりか     | 4.5期  | 2019年1月  | 1996年12月30日（28歳） | 鳥取県 | 2018年5月に正規昇格 後に噛ム噛ムバンパイア                             |
| 稗田智優 ひえだ ちひろ   | 1期    | 2020年3月  | 1999年6月8日（26歳）   | 大阪府 | リーダー、元KissBee兼任 ソロ活動、「ポポ」プロデュース 後にKissBee復帰 |

## 略歴
2014年
- 11月22日、KissBeeの関西在住メンバーである稗田智優と高辻千夏が大阪・梅田のHEP HALLにて行われた『Japan Models 5』でKissBeeWESTとして初めてライブを行った[t 3]。
  - KissBeeWEST：稗田、高辻

2015年
- 1月4日、大阪RUIDOで行われたライブで西岡紬来が加入（2期）[t 4][t 5]。
  - KissBeeWEST：稗田、高辻、西岡
- 5月12日、初めての定期公演を大阪・日本橋PolluxTheaterで開催した[t 6]。
- 8月24日、定期公演でKissBeeZEROと兼任の平山花菜と研究生の森下ありさが加入（3期）[t 7]。
  - KissBeeWEST：稗田、高辻、西岡、平山

- 12月26日、KissBeeの4thワンマンライブに於いて稗田智優、高辻千夏及び平山花菜の兼任が解除され、KissBeeWEST専任となる[4]。

2016年
- 1月9日、初めてのワンマンライブをESAKA MUSEで開催。307人を動員した[5][6]。4期生が加入。
  - 4期生：小山涼香と前川楓葉

- 1月24日、KissBeeの定期公演で山本杏奈がKissBeeWESTに無期限で移籍[t 8]。
- 2月28日、正規メンバーと研究生チームが別れて活動することとなった[t 9]。
  - KissBeeWEST：稗田、高辻、西岡、平山、山本
- 3月26日、初めての東京単独公演となる1.5thワンマンライブをaube shibuyaで開催[t 10]。1stシングル「RESET/放課後の夕暮れ」を発売した[t 11]。森下ありさが正規メンバーへ昇格。山本杏奈がKissBeeWESTに完全移籍した[t 12]。
  - KissBeeWEST：稗田、高辻、西岡、平山、山本、森下
- 7月30日、ZEPP TOKYOで開催されたKissBee 5thワンマンライブに参加。
- 8月14日、2ndワンマンライブをamHALLで開催。2ndシングル「黒いジャム/ただ、それだけのこと」を発売した[t 13]。4.5期生が加入[t 14]。
  - 4.5期生：石橋茄奈、井上穂香、清水真海、平衿華

- 11月21日、関西を代表するアイドル10組を集めたKawaiian TV『KANSAI IDOL LEAGUE』に出演[7]。
- 12月25日、3rdワンマンライブをESAKA MUSEで開催[8]。3rdシングル「僕たちの場所」を発売した。小山涼香が正規メンバーへ昇格[t 15]。
  - KissBeeWEST：稗田、高辻、西岡、平山、山本、森下、小山

2017年
- 1月6日、KissBee5期生として合格した近田明佳音がKissBeeWESTへ移籍[t 16]。
- 3月4日 - 5月6日、初めての全国ツアー『REBORN』を行った[t 17][t 18]。
- 5月5日、1stアルバム『REBORN』を発売[t 19]。
- 5月6日、全国ツアーファイナルとなる4thワンマンライブをHEP HALLで開催。メンバー7名がプロデュースする個別センター曲を7か月連続で発表することを発表。
- 5月21日、半年間に渡り開催・放送されたKANSAI IDOL LEAGUEで優勝。
- 5月28日、渋谷GARRETで全国ツアー追加公演を開催[t 20]。
- 7月29日 - 30日、KANSAI IDOL LEAGUE優勝の特典として初めての海外公演となる上海でのライブに出演[t 21][t 22][t 23]。
- 8月5日、初めての冠ラジオ番組『KissBeeWESTの夜更かしシナイト』がYES-fmでスタート。毎週土曜日23:30-24:00に放送された[t 24]。
- 8月19日、KANSAI IDOL LEAGUE優勝の特典として『SUMMER SONIC 2017』に出演した[t 25]。
- 9月17日、名古屋・大須のX-HALLでKissBeeとKissBeeWESTによる初めての2マンライブを開催[t 26]。
- 11月26日、3周年記念ライブを日本橋PolluxTheaterで開催。この頃から西岡紬来と高辻千夏が活動を休止。
- 12月29日、西岡紬来の契約が解除された[t 27]。
  - KissBeeWEST：稗田、高辻、平山、山本、森下、小山

2018年
- 1月14日、新宿Zirco Tokyoで『KissBee × KissBeeWEST 2マンライブ in TOKYO』を開催[t 28]。
- 2月7日、既存の5曲を収録したミュージックカード「8」を発売[t 29]。
- 3月4日、amHALLで開催した『高辻千夏卒業公演』を以って高辻千夏が卒業[t 30]。
  - KissBeeWEST：稗田、平山、山本、森下、小山

- 5月1日、初めての全国流通盤である4thシングル「2回目の告白/RE:GAME」を発売。オリコンデイリーチャート2位を獲得。
- 5月6日、なんばHatchで5thワンマンライブを開催。平衿華、石橋茄奈、清水真海が正規メンバーへ昇格[2]。
  - KissBeeWEST：稗田、平山、山本、森下、小山、平、石橋、清水

- 6月9日、amHALLで『KissBee × KissBeeWEST 2マンライブ in OSAKA』を開催[t 31]。
- 7月14日、中国・青島ジョイポリスの3周年記念イベントに出演[t 32]。
- 8月13日、日本女子プロ野球リーグの『アイドルサマーフェスティバル2018』（京セラドーム大阪）に出演[9]。
- 10月8日、主催イベント『First Kiss』で5期生の佐田亜美茄が加入[t 33]。
- 10月16日、稗田智優がソロシンガー「CHiYUU」としてデビューライブをamHALLで開催[t 1]。
- 11月18日、結成4周年記念ライブを日本橋PolluxTheaterで開催[t 34]。4周年記念SONG「CARNIVAL」を披露[t 35]。
- 12月12日、河井みゆと星野七海が5期生として加入[t 36]。

2019年
- 1月15日、ミニアルバム『REMIND』を発売。オリコンデイリーチャート2位を獲得。
- 1月25日・26日、amHALLで開催された『平衿華卒業公演』を以って平衿華が卒業[t 37][t 38]。
  - KissBeeWEST：稗田、平山、山本、森下、小山、石橋、清水

- 1月30日 - 2月7日、平山花菜、山本杏奈がダブルキャストとして主役を務めるSOARS MUSICAL PROJECT ミュージカル「COSMOS」公演[10][t 39]。
- 3月21日、平山花菜がKoji Uehara初監督作品の短編映画「#000」（シャープスリーオー）に出演[t 40]。
- 5月3日、なんばHatchで6thワンマンライブ『REPLAY』を開催[1]。
- 5月6日、大阪城音楽堂でチャリティーイベントである西日本復興プロジェクト『RISE Up WEST』を開催[1][t 41]。クラウドファンディングで200万円[11][t 42]、イベントの募金で216,698円[t 43]を達成。
- 6月4日、5期生として野﨑来姫が加入[t 44]。
- 6月7日、アルバムリリースイベントの全国7都市ツアーをスタートした[t 45]。
- 8月24日、東名阪バンドツアー大阪公演を開催[t 46]。その後、9月1日に名古屋公演[t 47]、10月22日に東京公演[t 48]を開催した。
- 9月3日、ベストアルバム『SIMPLE』とライブアルバム『REPLAY』を発売。オリコンデイリーチャート2位・4位を獲得。インディーズチャートではウィークリチャート2位・3位を獲得。
- 9月7日、東京・ヴィーナスフォートでリリースイベント全国ツアーのファイナルを迎える[t 49]。
- 10月10日、清水真海が活動を休止[t 50]。
- 11月21日 - 23日、結成5周年イベントをamHALLで開催。芹沢愛花と花城輝帆が加入[t 51]。稗田智優がプロデュースした「ポポ」がステージデビューした[t 2]。
- 11月23日、石橋茄奈がオーディション「ミスiD2020」でミスiD2020に選出。ピープルズチョイス賞も受賞した。
- 12月19日、平山花菜がソロデビュー曲「Limited Time」を発表。

2020年
- 1月29日、amHALLにて開催した『First Kiss』で菊池璃奈と佐藤結衣が加入。研究生のチーム名が「HACHI」となった[t 52]。
- 3月、ポポの中沙矢香と松岡夏未がHACHIに移籍[t 53]。
- 3月22日、バナナホールで開催した『稗田智優卒業公演』を以って稗田智優が卒業。
  - KissBeeWEST：平山、山本、森下、小山、石橋、清水
- 10月17日、amHALLで開催した『PERIODO -End of activities of current members-』を以って現メンバーでの活動を終了した[t 54]。

## 作品
順位はオリコン週間ランキング最高位。

### シングル
| # | 発売日         | タイトル             | 収録曲                                                                                     | 順位 |
| - | -------------- | -------------------- | ------------------------------------------------------------------------------------------ | ---- |
| 1 | 2016年3月26日  | RESET                | 1. RESET 2. 放課後の夕暮れ                                                                 | N/A  |
| 2 | 2016年8月14日  | 黒いジャム           | 1. 黒いジャム 2. ただ、それだけのこと                                                      | N/A  |
| 3 | 2016年12月25日 | 僕たちの場所         | - 僕たちの場所 - 君の映る景色（A盤） - ピエロ（B盤） - 寒いのにも少し慣れてきたから（C盤） | N/A  |
| 4 | 2018年5月1日   | 2回目の告白/ RE:GAME | 1. 2回目の告白 2. RE:GAME                                                                  | 2 位 |

#### 配信シングル
| # | 発売日         | タイトル         |
| - | -------------- | ---------------- |
| 1 | 2018年5月24日  | 向日葵が咲く頃に |
| 2 | 2018年12月28日 | CARNIVAL         |
| 3 | 2020年11月22日 | Hi-HO            |

### アルバム
| # | 発売日        | タイトル | 収録曲 | 順位 |
| - | ------------- | -------- | --- | ---- |
| 1 | 2017年5月5日  | REBORN   | 1. SE 2. REBORN 3. 呼吸 4. 嘘 5. ピエロ 6. 長い夢 7. 泣き虫と弱虫 8. 白い雲とキミ 9. 放課後の夕暮れ 10. 黒いジャム 11. RESET | N/A  |
| 2 | 2019年1月15日 | REMIND   | 1. REMIND 2. 68 3. 記念日 4. ニジイロデイズ 5. Girl Friend 6. アネモネ 7. 放課後の夕暮れ（Acoustic Ver.） | 2位  |
| 3 | 2019年9月3日  | SIMPLE   | 1. RESET 2. REBORN 3. RE:GAME 4. REMIND 5. REPLAY 6. Just Sing! 7. 放課後の夕暮れ 8. HERO 9. ただ、それだけのこと 10. 黒いジャム 11. ピエロ 12. 呼吸 13. 寒いのにも少し慣れてきたから 14. 君に会いたくなりました。 15. 2回目の告白 16. Simple | 2位  |

#### ライブ・アルバム
- REPLAY（2019年9月3日、3位）
- PERIODO Live at amHALL（2021年4月5日、配信）

### 映像作品
- REPLAY -なんばHatch単独公演-（2019年10月27日）

### その他
| タイトル     | 作詞・作曲                                           | 備考                   |
| ------------ | ---------------------------------------------------- | ---------------------- |
| ずっと…      | 作詞：稗田智優、高辻千夏、佐々木雅之、作曲：半田彬倫 |                        |
| FlyHigh      | 作詞：Xmas Eileen、作曲：Xmas Eileen・Yojiro otozai  | Xmas Eileen 公認カバー |
| BuZZ BuZZ    | 作詞：菊池諒、作曲：KAKKY                            |                        |
| Limited Time | 作詞：平山花菜、佐々木雅之、作曲：KAKKY              | 平山花菜ソロ曲         |

### エンディングタイアップ
- Simple - 『ちゃちゃ入れマンデー』（2019年10月度、関西テレビ）[t 55]
- 呼吸 - 『スイッチン!』（2019年12月度、テレビ北海道）[t 56]
  - 『くすぐる』（2020年3月度、テレビ愛知）
- HERO - 『奇跡体験!アンビリバボー』（2020年1月- 6月度、フジテレビ）[t 57]
- 僕たちの場所 - 『くすぐる』（2020年2月度、テレビ愛知）[t 58]

## 出演

### ラジオ
- KissBeeWESTの夜ふかしシナイト（2017年8月 - 2020年5月、YES-fm）[13]

### ミュージカル
- SOARS MUSICAL PROJECT「COSMOS」（2019年、amHALL） - 平山花菜、山本杏奈ダブルキャスト。主役・木下さくら 役[10][t 39]

### テレビ
- Momm!!（TBS）
- めざましテレビ（フジテレビ）
- 音エモン（関西テレビ）
- えなこの部屋（テレビ愛知）

### 映画
- #000（2019年） - 平山花菜[t 40]

## 研究生
2020年1月に研究生のチーム名が「HACHI」となった。
メンバーはKissBeeWESTが活動を停止した2020年10月時点。

### HACHIメンバー
| 名前                     | 加入期 | 加入       | 生年月日（年齢）       | 出身地 | 備考          |
| ------------------------ | ------ | ---------- | ---------------------- | ------ | ------------- |
| 佐田亜美茄 さだ あみか   | 5期    | 2018年10月 | 2003年1月3日（22歳）   | 大阪府 |               |
| 芹沢愛花 せりざわ あいか | 6期    | 2019年11月 | 2002年9月12日（22歳）  | 滋賀県 |               |
| 花城輝帆 はなしろ きほ   | 6期    | 2019年11月 | 1999年12月3日（25歳）  | 兵庫県 |               |
| 菊池璃奈 きくち りな     | 6期    | 2020年1月  | 2000年11月17日（24歳） | 東京都 | 2020年7月脱退 |
| 佐藤結衣 さとう ゆい     | 6期    | 2020年1月  | 2003年6月11日（22歳）  | 京都府 |               |
| 中沙矢香 あたり さやか   | 6期    | 2020年3月  | 2001年10月5日（23歳）  | 大阪府 | 元ポポ        |

#### 旧研究生メンバー
| 名前                     | 加入期 | 加入       | 脱退       | 生年月日（年齢）       | 備考                   |
| ------------------------ | ------ | ---------- | ---------- | ---------------------- | ---------------------- |
| 前川楓葉 まえかわ かえで | 4期    | 2016年1月  | 2016年3月  |                        |                        |
| 井上穂香 いのうえ ほのか | 4.5期  | 2016年8月  | 2016年9月  |                        |                        |
| 近田明佳音 ちかだ あかね | N/A    | 2017年1月  | 2018年2月  |                        | KissBee5期生           |
| 星野七海 ほしの ななみ   | 5期    | 2018年12月 | 2019年2月  | 2000年12月20日（24歳） |                        |
| 河井みゆ かわい みゆ     | 5期    | 2018年12月 | 2019年12月 | 1997年3月29日（28歳）  | 後にNMB48 （和田海佑） |
| 野﨑来姫 のざき こひめ   | 5期    | 2019年6月  | 2019年12月 | 2002年3月24日（23歳）  |                        |

#### ツイート
1. 1 2  kissbeeW_ticketのツイート（1047812769427279872）
2. 1 2  popo___officialのツイート（1194208347743911937）
3. ↑  KissBeeWESTのツイート（535644264613412864）
4. ↑  KissBeeWESTのツイート（545867116709036032）
5. ↑  KissBeeWESTのツイート（551589804085739520）
6. ↑  KissBeeWESTのツイート（598033725931171840）
7. ↑  KissBeeWESTのツイート（635820208456753152）
8. ↑  KissBeeWESTのツイート（691263084644552704）
9. ↑  KissBeeWESTのツイート（703899479301160960）
10. ↑  KissBeeWESTのツイート（687613993494523906）
11. ↑  KissBeeWESTのツイート（713306349560422401）
12. ↑  KissBeeWESTのツイート（714399885294903296）
13. ↑  KissBeeWESTのツイート（761154244141428736）
14. ↑  KissBeeWESTのツイート（765132843424944129）
15. ↑  KissBeeWESTのツイート（813008496857780226）
16. ↑  KissBeeWESTのツイート（817362870014881792）
17. ↑  KissBeeWESTのツイート（833256171729326082）
18. ↑  KissBeeWESTのツイート（838013156177780737）
19. ↑  KissBeeWESTのツイート（841649468785082368）
20. ↑  KissBeeWESTのツイート（868800647302266881）
21. ↑  KissBeeWESTのツイート（836196599072079873）
22. ↑  KissBeeWESTのツイート（875674566068129794）
23. ↑  KissBeeWESTのツイート（891318141292232704）
24. ↑  KissBeeWESTのツイート（893835550376853505）
25. ↑  K_IDOL_Lのツイート（897716949555322880）
26. ↑  kissbee_ticketのツイート（903799639534518272）
27. ↑  KissBeeWESTのツイート（946712547117248513）
28. ↑  kissbee_ticketのツイート（951376567992659968）
29. ↑  KissBeeWESTのツイート（961220255317032960）
30. ↑  KissBeeWESTのツイート（961949237318533121）
31. ↑  kissbeeW_ticketのツイート（991999355807649792）
32. ↑  KissBeeWESTのツイート（1016311106011353088）
33. ↑  KissBeeWESTのツイート（1049303107241299968）
34. ↑  kissbeeW_ticketのツイート（1059399080583999488）
35. ↑  KissBeeWESTのツイート（1062317739266588676）
36. ↑  KissBeeWESTのツイート（1072825254009925632）
37. ↑  KissBeeWESTのツイート（1086208914327126017）
38. ↑  kissbeeW_ticketのツイート（1084794311856680960）
39. 1 2  kissbeeW_ticketのツイート（1054381266420682752）
40. 1 2  KissBeeWESTのツイート（1098556855557644288）
41. ↑  mme_tokyoのツイート（1111255438807330816）
42. ↑  KissBeeWESTのツイート（1125736281864990720）
43. ↑  KissBeeWESTのツイート（1129341204686966784）
44. ↑  KissBeeWESTのツイート（1135908219149201408）
45. ↑  kissbeeW_ticketのツイート（1133675853605482496）
46. ↑  kissbeeW_ticketのツイート（1159361665596395520）
47. ↑  kissbeeW_ticketのツイート（1168020641959661568）
48. ↑  kissbeeW_ticketのツイート（1178209048832798721）
49. ↑  kissbeeW_ticketのツイート（1168851620844560384）
50. ↑  kissbeeW_ticketのツイート（1182281045602795522）
51. ↑  KissBeeWESTのツイート（1197883422145839104）
52. ↑  KissBeeWESTのツイート（1222511801302011904）
53. ↑  kissbeeW_ticketのツイート（1230841040053030913）
54. ↑  KissBeeWESTのツイート（1317716288853086208）
55. ↑  KissBeeWESTのツイート（1177157555774033920）
56. ↑  KissBeeWESTのツイート（1191300584839663616）
57. ↑  KissBeeWESTのツイート（1245651427868831744）
58. ↑  KissBeeWESTのツイート（1207996814177136640）
59. ↑  kissbeeW_ticketのツイート（1286632224704602114）
60. ↑  KissBeeWESTのツイート（775547985333673984）
61. ↑  kissbeeW_ticketのツイート（1100339513300119552）
62. 1 2  kissbee_ticketのツイート（1211971743817945088）